# 2016년 OFC 챔피언스리그
2016년 O-리그로도 알려져 있는 2016년 OFC 챔피언스리그(2016 OFC Champions League)는 오세아니아 국가의 최정상 팀이 참가하는 15번째 대회이자 현재의 OFC 챔피언스리그 구성으로는 10회째를 맞는 오세아니아 국가들의 클럽대항전이다. 우승 팀은 2016년 FIFA 클럽 월드컵에 참가하게 된다.

## 참가 팀
총합 15개 팀이 참여한다. 2014-15년 OFC 챔피언스리그에서 좋은 성적을 거둔 4개의 협회에게는 출전권을 각각 두 장씩, 그리고 다른 3개의 협회에게는 출전권을 각각 한 장씩 배분한다. 이렇게 출전하는 11개 팀은 조별 리그로 바로 직행한다. 그리고 나머지 4개의 '발전 중인' 협회에서 (아메리칸사모아, 쿡 제도, 사모아, 통가) 출전하는 팀은 예선 라운드를 거쳐서 조별 리그에 직행하는 한 팀을 선발한다.
| 국가           | 팀                    | 출전 자격                                                                       |
| 조별 리그 직행 | 조별 리그 직행        | 조별 리그 직행                                                                  |
| -------------- | --------------------- | ------------------------------------------------------------------------------- |
| 피지           | 나디 FC               | 2015 피지 내셔널 풋볼 리그 우승                                                 |
| 피지           | 수바 FC               | 2015 피지 내셔널 풋볼 리그 준우승                                               |
| 누벨칼레도니   | AS 마장타             | 2014 누벨칼레도니 디비시옹 도뇌르 우승                                          |
| 누벨칼레도니   | AS 뢰씨               | 2014 누벨칼레도니 디비시옹 도뇌르 준우승                                        |
| 뉴질랜드       | 오클랜드 시티 FC      | 2014–15 ASB 프리미어십 그랜드 파이널 우승 2014–15 ASB 프리미어십 정규 시즌 우승 |
| 뉴질랜드       | 팀 웰링턴             | 2014–15 ASB 프리미어십 정규 시즌 준우승                                         |
| 파푸아뉴기니   | 레이 시티 드웰러스    | 2015 파푸아 뉴기니 내셔널 사커 리그 챔피언십 플레이오프 우승                    |
| 파푸아뉴기니   | PRK 헤카리 유나이티드 | 2015 파푸아 뉴기니 내셔널 사커 리그 퍼스트 스테이지 승리                        |
| 타히티         | AS 테파나             | 2014-15 타히티 리그 1 우승                                                      |
| 바누아투       | 아미칼레 FC           | 2015 바누아투 VFF 내셔널 슈퍼 리그 우승                                         |
| 솔로몬 제도    | 솔로몬 워리어스 FC    | 2015-16 솔로몬 제도 S-리그 우승                                                 |
| 예선 라운드    |                       |                                                                                 |
| 아메리칸사모아 | 우툴레이 유스         | 2014 FFAS 시니어 리그 우승                                                      |
| 쿡 제도        | 투파파 마레렝가 FC    | 2014 쿡 제도 라운드 컵 우승                                                     |
| 사모아         | 키위 FC               | 2013–14 사모아 내셔널 리그 우승                                                 |
| 통가           | 베이통고 FC           | 2015 통가 메이저 리그 우승                                                      |

## 일정
이 대회의 일정은 아래와 같다.
| 단계                                          | 단계                                          | 날짜                   |
| --------------------------------------------- | --------------------------------------------- | ---------------------- |
| 예선 라운드 (주최국: 쿡 제도 마타베라)        | 예선 라운드 (주최국: 쿡 제도 마타베라)        | 2016년 1월 26일 ~ 30일 |
| 조별 리그 (주최국: 뉴질랜드 오클랜드, 웰링턴) | 조별 리그 (주최국: 뉴질랜드 오클랜드, 웰링턴) | 2016년 4월 9일 ~ 17일  |
| 준결승전 (주최국: 뉴질랜드 오클랜드)          | 준결승전 (주최국: 뉴질랜드 오클랜드)          | 2016년 4월 20일        |
| 결승전 (주최국: 뉴질랜드 오클랜드)            | 결승전 (주최국: 뉴질랜드 오클랜드)            | 2016년 4월 23일        |

## 예선 라운드
예선 라운드의 모든 경기는 쿡 제도의 마타베라에서 2016년 1월 26일부터 1월 30일까지 열린다. 모든 시간은 현지 시간을 따른다. (UTC+13). 4개의 팀은 라운드-로빈 방식으로 경기를 치른다. 조 1위는 조별 리그에 자동 진출한 11개 팀과 함께 조별 리그전을 펼친다.